# 扎里法·阿利耶娃
扎里法·阿齐兹克济·阿利耶娃（1923年4月28日—1985年4月15日），阿塞拜疆眼科医生、阿塞拜疆国家科学院院士及教授。亦是前阿塞拜疆總統蓋達爾·阿利耶夫妻子及現任總統伊利哈姆·阿利耶夫的母親。主要研究活动均與阿塞拜疆国家研究所的高级医学研究相关。

## 生平
在1923年出生於沙魯爾Shakhtakhty村，父亲是阿齐兹·阿利耶夫，他是當時阿塞拜疆苏维埃社会主义共和国公共卫生服务人民委员，和后来的达吉斯坦共和国共产党第一書記。1948年，阿利耶娃她嫁给了蓋達爾·阿利耶夫，並分別在1955年10月及1961年12月24日，出生他們的女兒Sevil Aliyeva及兒子伊利哈姆·阿利耶夫。
她曾设计并推出治疗眼疾新方法。
1982年，阿利耶娃与她的家人居住在莫斯科，並於1985年死于癌症，被埋葬於莫斯科。后来，1994年她的遺體得以被重新安葬在巴库荣誉谷中。

## 圖片

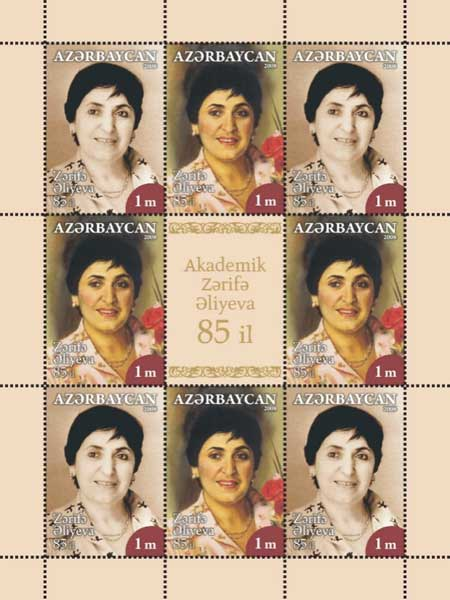
2008年，阿塞拜疆推出的紀念邮票。

阿塞拜疆曾在2003年、2008年和2013年推出扎里法·阿利耶娃的紀念邮票。

## 奖項
以醫學研究教授M.I.Averbakh命名的眼科領域的優秀獎。

## 著作
•Anatomico-physiological features of the hydrodynamic system of the eye
•Age-caused changes in eye and optic nerve passages: (Morfohistochemical researches) (in co-authorship)。巴庫，1988年。
•Professional pathology of eyesight (in co-authorship)，1988年。
•Modern surgical methods in the treatment of epiphora
•Lachrymal physiology
•Sparing surgery in the treatment of the lacrimal passages。